# Ouchamps
Ouchamps est une commune historique du Loir-et-Cher (région Centre-Val de Loire), reléguée au statut de commune déléguée depuis le 1er janvier 2019 et la fusion administrative avec les communes voisines de Contres, Feings, Fougères-sur-Bièvre et Thenay pour créer la commune nouvelle du Controis-en-Sologne.

## Géographie

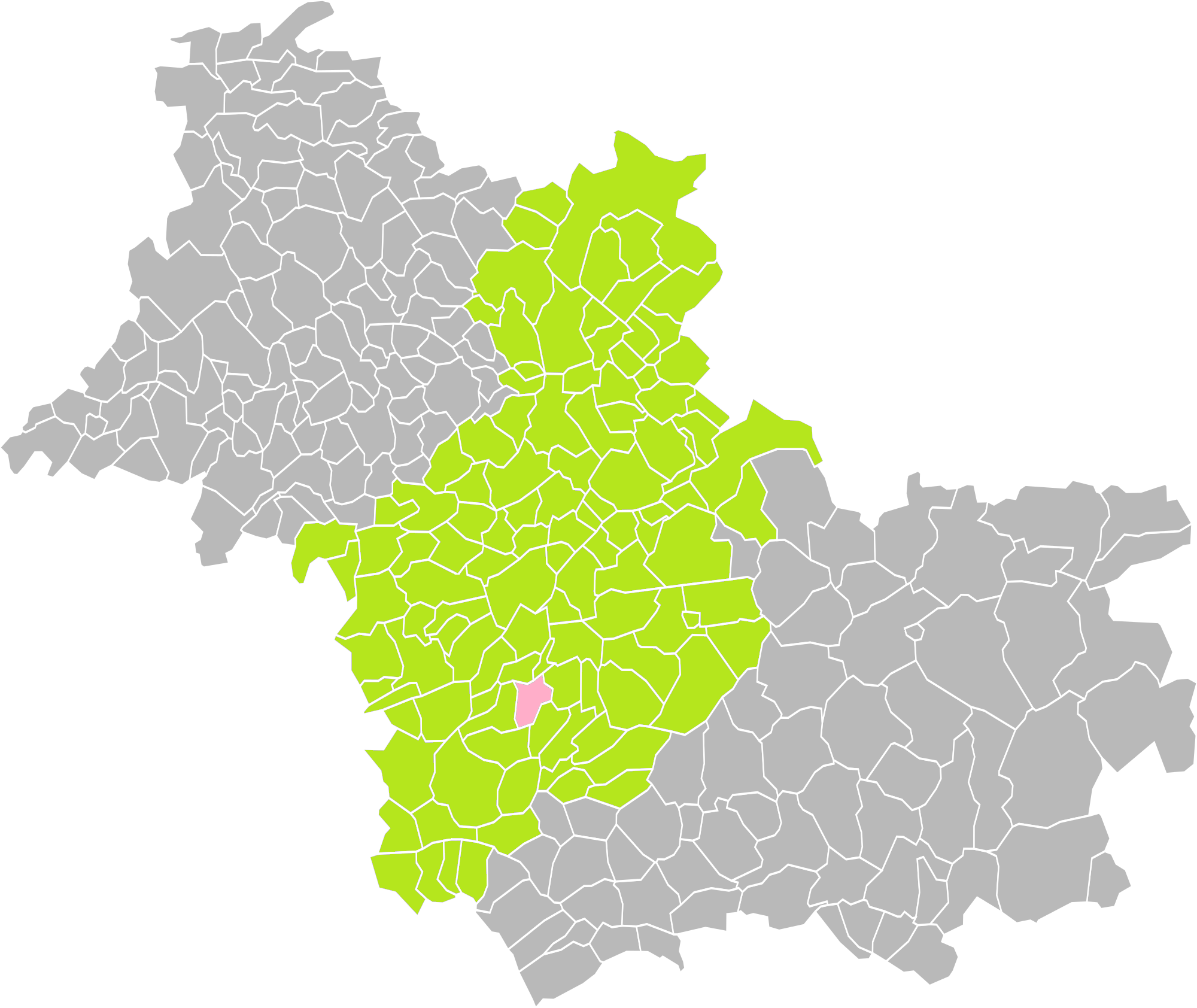
Localisation de la commune d'Ouchamps dans l'arrondissement de Blois (Loir-et-Cher).

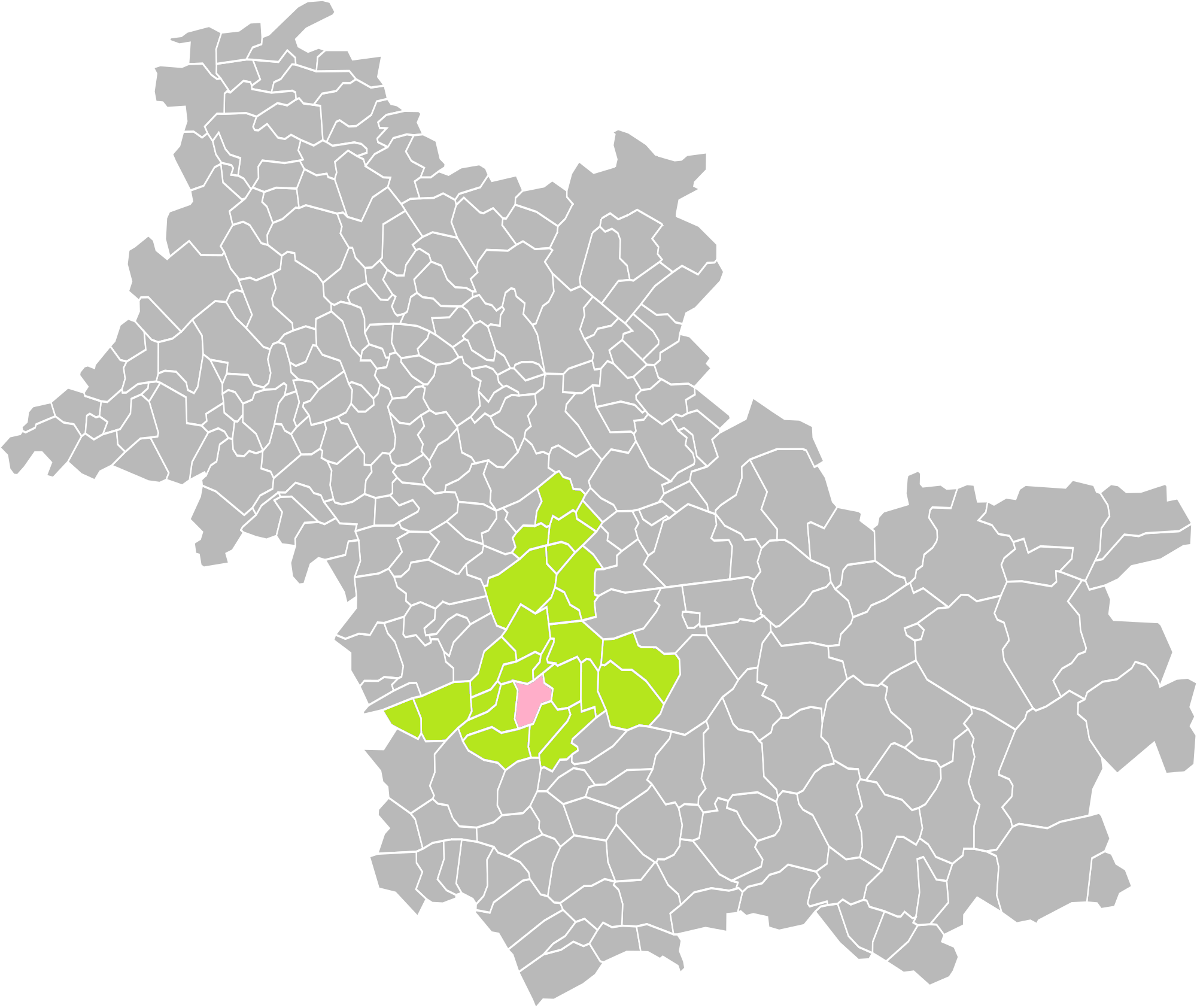
Localisation de la commune d'Ouchamps dans les cantons de Blois (I-II-III) et Vineuil (Loir-et-Cher).

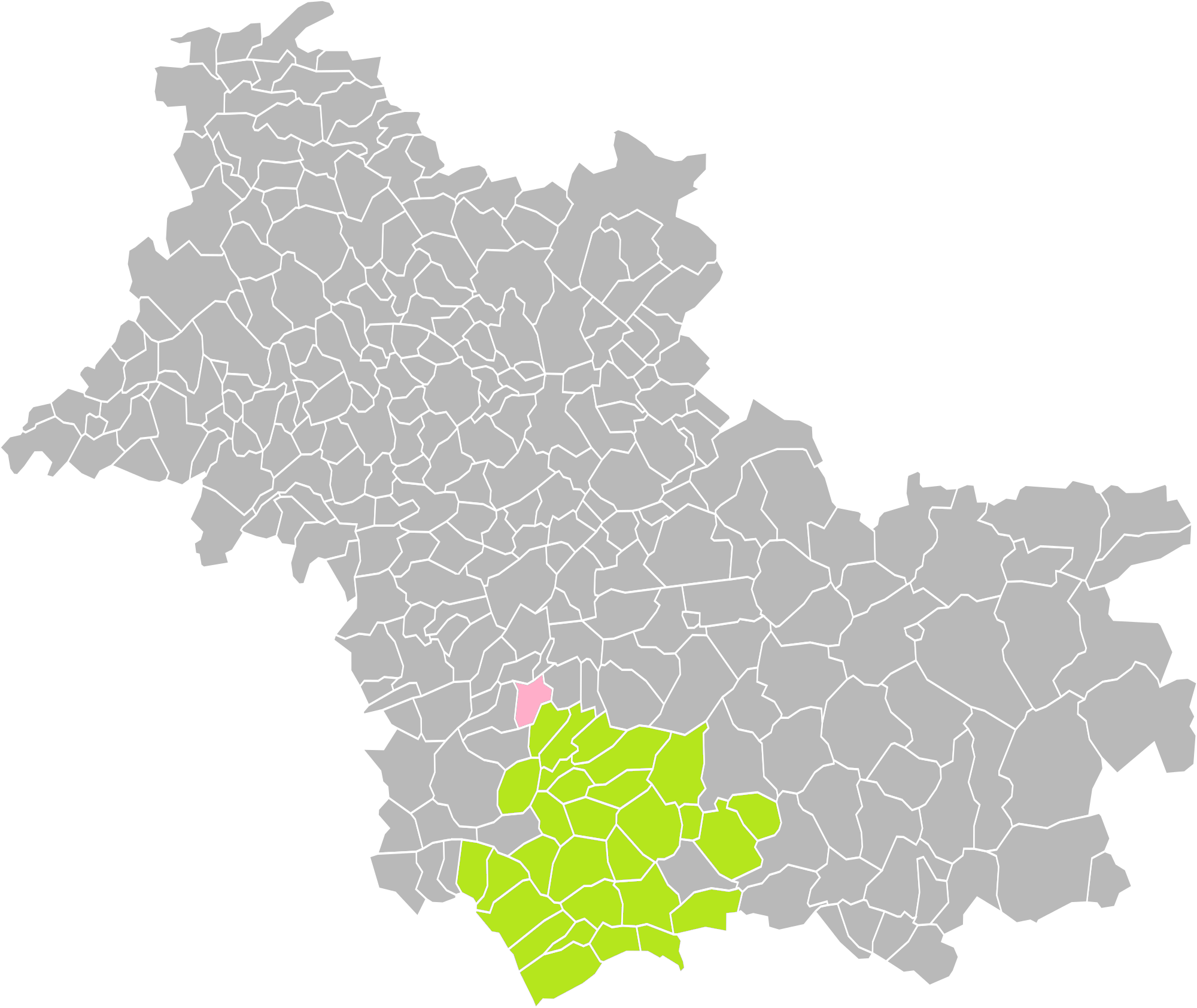
Localisation de la commune d'Ouchamps dans la Communauté de communes Val de Cher - Controis
(Loir-et-Cher).

## Histoire

### Avant 2019
De 1919 à 1934, Ouchamps était desservie par une ligne de tramway électrique du Loir-et-Cher reliant Les Montils à Selles-sur-Cher. Sa station se trouvait alors entre celles des Montils et de Fougères-sur-Bièvre.

### Depuis 2019
Le 1er janvier 2019, la commune fusionne avec Contres, Feings, Fougères-sur-Bièvre et Thenay pour former la commune nouvelle du Controis-en-Sologne dont la création est actée par un arrêté préfectoral du 26 novembre 2018.

## Politique et administration
Depuis janvier 2019 la commune a été dissoute dans la commune nouvelle du Controis-en-Sologne.
Cependant qu'elle conserve sa mairie déléguée donc un maire délégué élu par l'ensemble des conseillers municipaux de la commune nouvelle. Ce reliquat a été une condition politique de la fusion communale pour l'ensemble des anciennes communes afin que le centre-bourg n'écrase pas les périphéries.
En 2020, Séverine Audiane est élue maire déléguée à la faveur de cette disposition, après avoir été élue conseillère municipale en avant avant avant dernière position par panachage en 2014, lors des dernières élections municipales d'Ouchamps en tant que commune.
En 2020 l'unique conseiller communautaire du village est élu Vice-Président du Pays de la Vallée du Cher et du Romorantinais.

### Liste des maires
| Période   | Période          | Identité        | Étiquette | Qualité             |
| --------- | ---------------- | --------------- | --------- | ------------------- |
| mars 2001 | mars 2008        | Pierre Repincay | SE        | Professeur retraité |
| mars 2008 | mars 2014        | Chantal Cailhol | DVG       |                     |
| mars 2014 | 31 décembre 2018 | André Simon     | MoDem     | Retraité            |

Depuis 2019 et la création du Controis-en-Sologne, le maire élu à Ouchamps est maire délégué au maire de la commune nouvelle.
| Période         | Période  | Identité         | Étiquette | Qualité  |
| --------------- | -------- | ---------------- | --------- | -------- |
| 12 janvier 2019 | 2020     | André Simon      | MoDem     | Retraité |
| 2020            | en cours | Séverine Audiane | SE        | Employée |

## Démographie

### Évolution démographique
L'évolution du nombre d'habitants est connue à travers les recensements de la population effectués dans la commune depuis 1793. Pour les communes de moins de 10 000 habitants, une enquête de recensement portant sur toute la population est réalisée tous les cinq ans, les populations de référence des années intermédiaires étant quant à elles estimées par interpolation ou extrapolation. Pour la commune, le premier recensement exhaustif entrant dans le cadre du nouveau dispositif a été réalisé en 2004.

En 2016, la commune comptait 728 habitants, en évolution de −12,5 % par rapport à 2010 (Loir-et-Cher : −1,15 %, France hors Mayotte : +2,11 %).
| 1793 | 1800 | 1806 | 1821 | 1831 | 1836 | 1841 | 1846 | 1851 |
| ---- | ---- | ---- | ---- | ---- | ---- | ---- | ---- | ---- |
| 512  | 609  | 630  | 621  | 665  | 645  | 665  | 643  | 677  |

| 1856 | 1861 | 1866 | 1872 | 1876 | 1881 | 1886 | 1891 | 1896 |
| ---- | ---- | ---- | ---- | ---- | ---- | ---- | ---- | ---- |
| 700  | 775  | 769  | 755  | 775  | 778  | 804  | 867  | 837  |

| 1901 | 1906 | 1911 | 1921 | 1926 | 1931 | 1936 | 1946 | 1954 |
| ---- | ---- | ---- | ---- | ---- | ---- | ---- | ---- | ---- |
| 850  | 839  | 716  | 623  | 648  | 628  | 553  | 531  | 534  |

| 1962 | 1968 | 1975 | 1982 | 1990 | 1999 | 2004 | 2006 | 2009 |
| ---- | ---- | ---- | ---- | ---- | ---- | ---- | ---- | ---- |
| 539  | 509  | 418  | 565  | 648  | 803  | 807  | 808  | 819  |

| 2014 | 2016 | - | - | - | - | - | - | - |
| ---- | ---- | - | - | - | - | - | - | - |
| 756  | 728  | - | - | - | - | - | - | - |

### Pyramide des âges
La population de la commune est relativement jeune. Le taux de personnes d'un âge supérieur à 60 ans (17,6 %) est en effet inférieur au taux national (21,6 %) et au taux départemental (26,3 %).
Contrairement aux répartitions nationale et départementale, la population masculine de la commune est supérieure à la population féminine (50,8 % contre 48,4 % au niveau national et 48,6 % au niveau départemental).
La répartition de la population de la commune par tranches d'âge est, en 2007, la suivante :
- 50,8 % d'hommes (0 à 14 ans = 22,4 %, 15 à 29 ans = 16,3 %, 30 à 44 ans = 18 %, 45 à 59 ans = 25,5 %, plus de 60 ans = 17,8 %) ;
- 49,2 % de femmes (0 à 14 ans = 19,4 %, 15 à 29 ans = 13,9 %, 30 à 44 ans = 21,3 %, 45 à 59 ans = 28 %, plus de 60 ans = 17,3 %).

| Hommes | Classe d’âge | Femmes |
| ------ | ------------ | ------ |
| 0,5    | 90 ans ou +  | 0,2    |
| 4,1    | 75 à 89 ans  | 6,9    |
| 13,2   | 60 à 74 ans  | 10,2   |
| 25,5   | 45 à 59 ans  | 28,0   |
| 18,0   | 30 à 44 ans  | 21,3   |
| 16,3   | 15 à 29 ans  | 13,9   |
| 22,4   | 0 à 14 ans   | 19,4   |

| Hommes | Classe d’âge | Femmes |
| ------ | ------------ | ------ |
| 0,6    | 90 ans ou +  | 1,6    |
| 8,3    | 75 à 89 ans  | 11,5   |
| 14,8   | 60 à 74 ans  | 15,7   |
| 21,4   | 45 à 59 ans  | 20,6   |
| 20,3   | 30 à 44 ans  | 19,2   |
| 16,2   | 15 à 29 ans  | 14,7   |
| 18,5   | 0 à 14 ans   | 16,7   |

## Culture locale et patrimoine

### Lieux et monuments
L'église Saint-Pierre de la commune d'Ouchamps est un édifice comprenant une nef rectangulaire préromane du XIe siècle, une chapelle seigneuriale du XVe siècle au nord, un clocher du XVIIe siècle sur la façade occidentale et enfin une chapelle sud ainsi qu’un chœur, tous deux construit plus récemment.
Le bâtiment ne présente pas d'originalité architecturale particulière, excepté les voûtes à liernes retombant sur les chapiteaux sculptés. Le monument a été sujet à une très importante vague de travaux de restauration à la fin des années 1990.
Les fonts baptismaux et la piscine
Concernant le mobilier, plusieurs pièces d’intérêt sont disposées à l’intérieur. Tout d’abord, dans la chapelle seigneuriale, une splendide piscine en pierre sculptée du XVIe siècle est visible. Les décors de feuillage sont réalisés avec une grande finesse. De très élégants fonts baptismaux en pierre du XVIIe siècle sont conservés dans la nef. Piscine et fonts baptismaux sont classés aux Monuments Historiques depuis 1935 et 1962.
Le mobilier inscrit aux Monuments Historiques
L'ensemble de la chapelle nord mérite un intérêt tout particulier. Les tableaux sur les murs ainsi que le retable en pierre sculptée décorent la chapelle seigneuriale avec délicatesse, notamment une Vierge à l’Enfant huile sur toile XVIIe siècle inscrite en 2010.
Enfin, un fragment de peinture murale, découvert grâce aux restaurations des années 1990, est visible sur le mur sud de la nef.

Le Patrimoine et l'histoire d'Ouchamps ont intégré le Programme d'Art et d'Histoire (PAH du Pays de la Vallée du Cher et du Romorantinais ce qui permet des actions de valorisation et de médiation tout public. Le PAH a fait l'objet de financements du programme européen LEADER.

### Héraldique
|  | Les armoiries de Ouchamps se blasonnent ainsi : D'or à la tour de gueules ouverte et ajourée du champ posée sur une terrasse de sinople chargée d'une burèle d'argent ; chaperonné de sinople chargé de deux pointes de flèche d'argent. Création J.-P. Fernon (1985). |

## Personnalités liées à la commune
- Le chanteur Alain Souchon y possède une maison.
- Edmond Brossard, natif d'Ouchamps en 1900, athlète  français de demi-fond, champion de France à plusieurs reprises et sélectionné aux Jeux olympiques d'Anvers de 1920.
- Kléber Beaugrand (1887 - 1969) né à Ouchamps, homme politique (député-maire d'Ouchamps).

Militant syndicaliste, Kléber Beaugrand milite à la SFIO. Sous cette étiquette, il devient maire d'Ouchamps, puis est élu député du Loir-et-Cher lors des élections législatives de 1936. Le 10 juillet 1940, il vote en faveur de la remise des pleins pouvoirs au maréchal Pétain. Il est relevé de son inéligibilité pour faits de Résistance. Il ne retrouve pas, après la guerre, le chemin du Parlement, mais conserve son mandat de maire jusqu'en 1959.